# Tesis de Merton

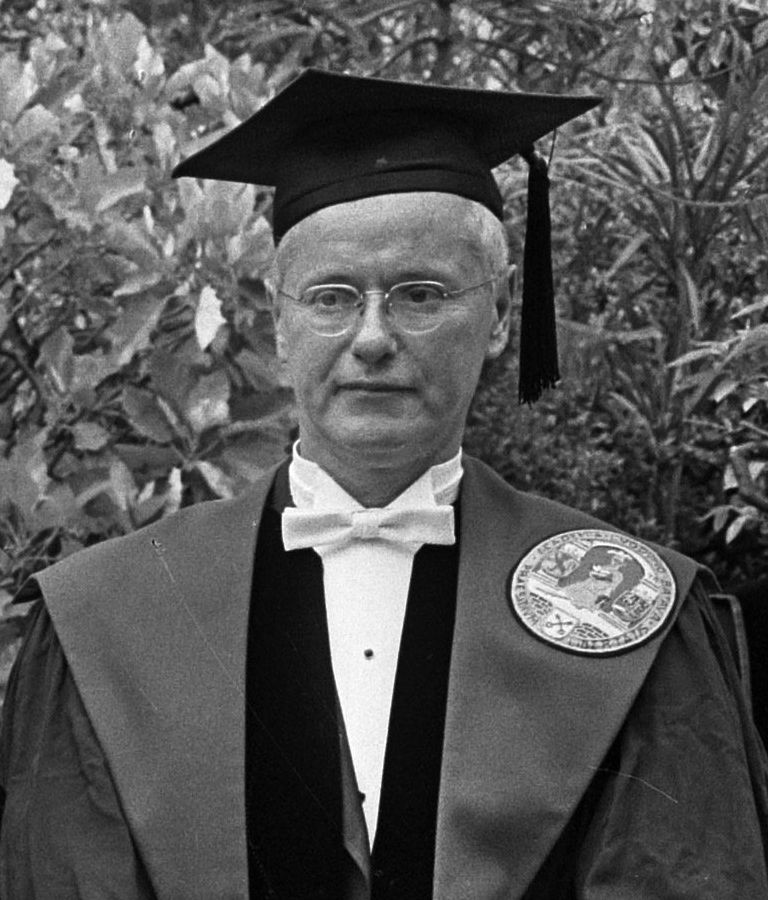
Robert Merton (1965)

La Tesis de Merton es un argumento acerca de la naturaleza de los principios de la ciencia experimental propuesto por Robert K. Merton. Similar a la de Max Weber, La ética protestante y el espíritu del protestantismo, en el vínculo entre la ética de trabajo protestante y la economía capitalista, Merton, abogó por una correlación positiva similar entre el aumento entre los Protestantes, del Pietismo y los principios de la ciencia experimental. La tesis de Merton se ha traducido en continuos debates.

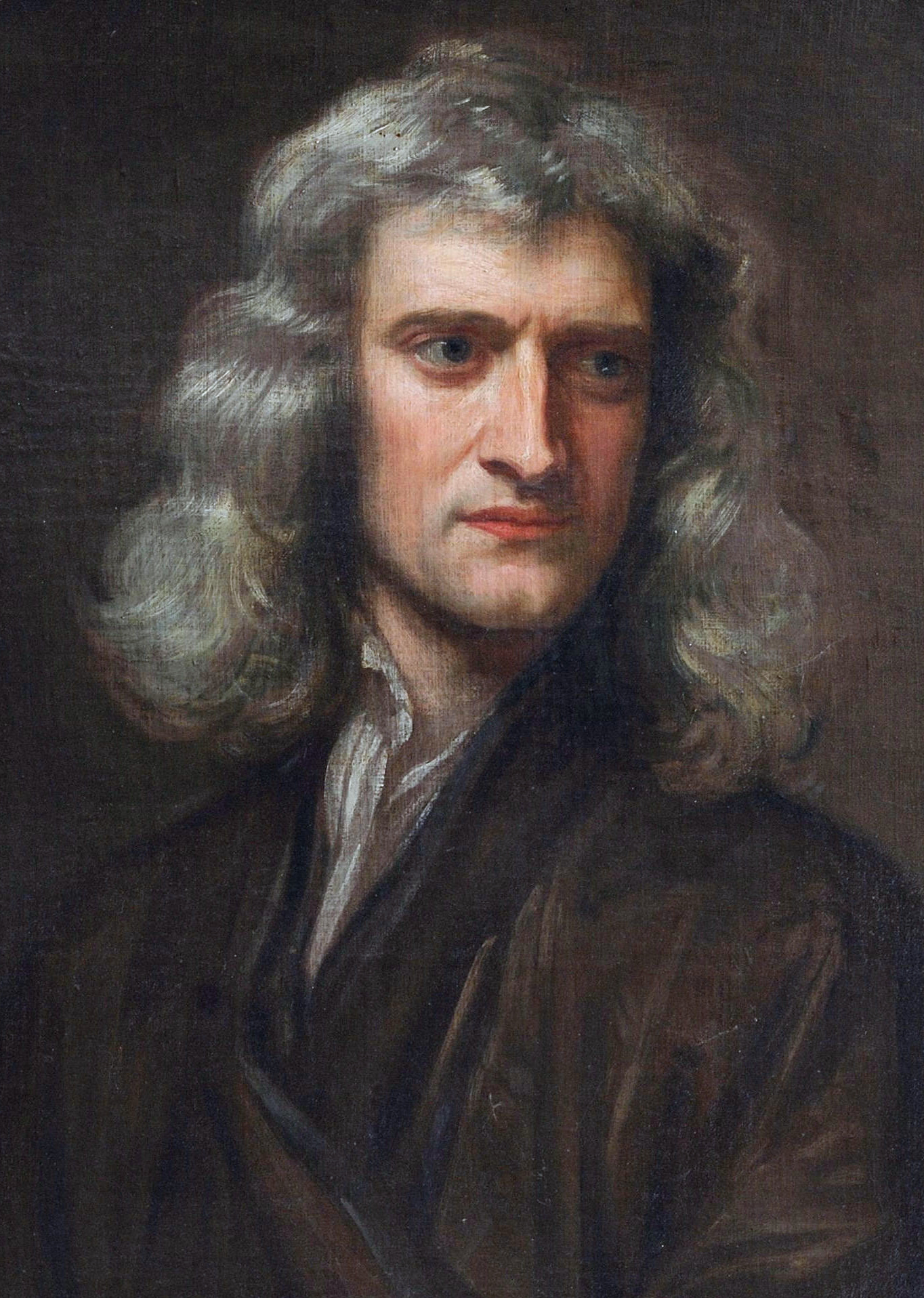
Godfrey Kneller - Retrato de Isaac Newton -1689

Aunque los académicos todavía lo están debatiendo, la disertación doctoral de Merton de 1936 (y dos años más tarde su primera monografía con el mismo título) Ciencia, Tecnología y Sociedad en Inglaterra del siglo XVII, planteó cuestiones importantes sobre las conexiones entre la religión y el surgimiento de la ciencia moderna. Un trabajo significativo en el campo de la sociología de la ciencia y continúa siendo citado. Merton desarrolló esta tesis en otras publicaciones.

## Tesis
La tesis de Merton tiene dos partes separadas: en primer lugar, presenta una teoría de que la ciencia cambia debido a una acumulación de observaciones y mejoras en la técnica y la metodología experimental; en segundo lugar, expone el argumento de que la popularidad de la ciencia en Inglaterra en el siglo XVII y la filiación religiosa de la Royal Society (los científicos ingleses de la época eran predominantemente puritanos u otros protestantes) pueden explicarse por una correlación entre el protestantismo y el valores científicos.
Merton se centra en el puritanismo inglés y el pietismo alemán como responsables del desarrollo de la revolución científica de los siglos XVII y XVIII. Explica que la conexión entre la afiliación religiosa y el interés en la ciencia es el resultado de una sinergia significativa entre los valores ascéticos protestantes y los de la ciencia moderna. Los valores protestantes alentaron la investigación científica al permitir que la ciencia identificara la influencia de Dios en el mundo y así proporcionar una justificación religiosa para la investigación científica.

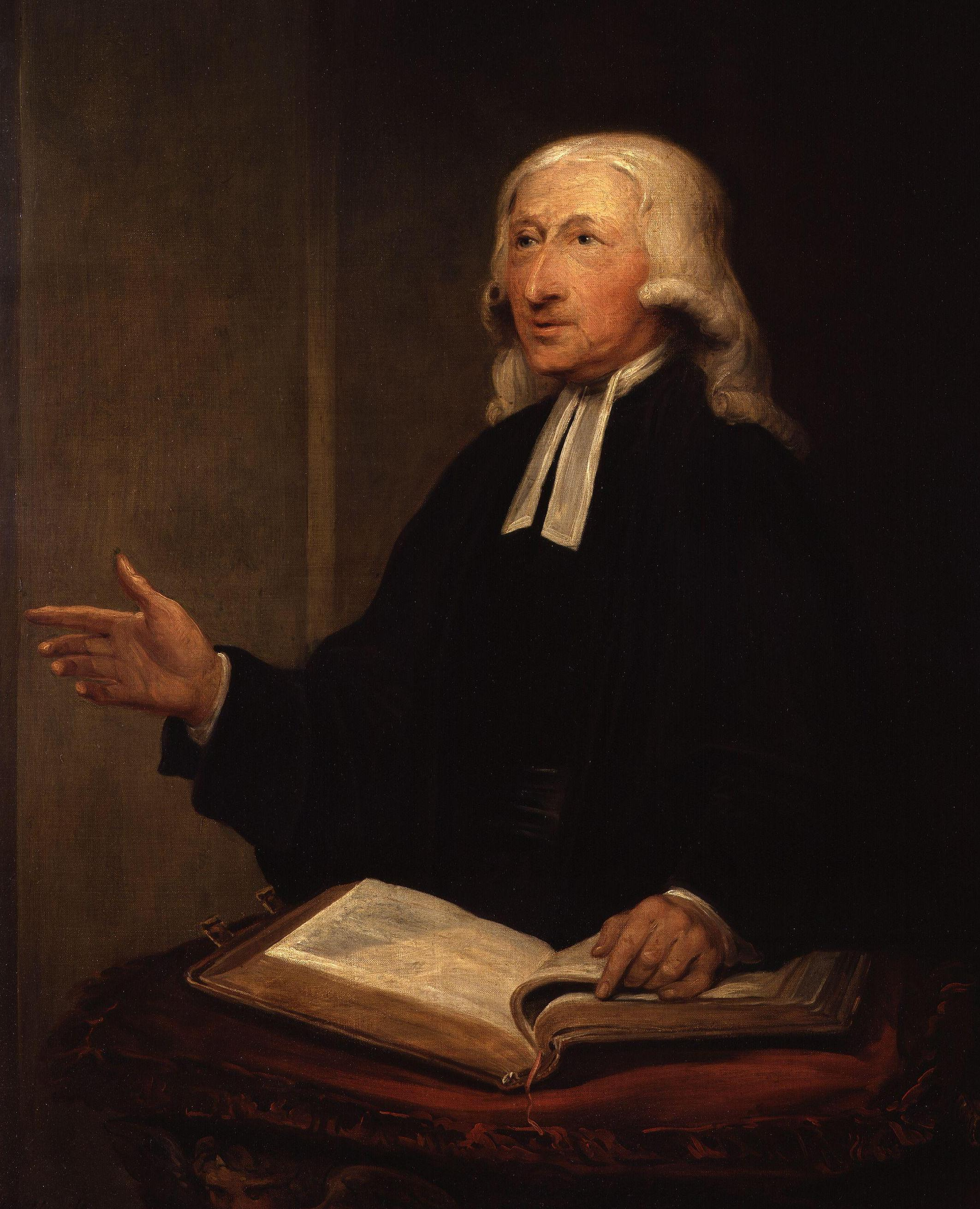
John Wesley por William Hamilton

## Crítica
La primera parte de la tesis de Merton ha sido criticada por la insuficiente consideración de los roles de las matemáticas y la filosofía mecánica en la revolución científica. La segunda parte ha sido criticada por la dificultad de definir quién cuenta como protestante del "tipo correcto" sin hacer distinciones arbitrarias. También es criticado por no explicar por qué los no protestantes hacen ciencia (considerando a los católicos Copérnico, da Vinci, Descartes o Galileo) y, a la inversa, por qué los protestantes del "tipo correcto" no están todos interesados en la ciencia.
Merton, reconociendo la crítica, respondió que el ethos puritano no era necesario, aunque sí facilitó el desarrollo de la ciencia. También señaló que cuando la ciencia había adquirido legitimidad institucional, ya no necesitaba a la religión, convirtiéndose eventualmente en una fuerza contraria, lo que llevó a un declive religioso. No obstante, desde el principio, en opinión de Merton, la religión fue un factor importante que permitió la revolución científica. Si bien la tesis de Merton no explica todas las causas de la revolución científica, sí ilumina las posibles razones por las que Inglaterra fue uno de sus motores y la estructura de la comunidad científica inglesa.

## Apoyo
En 1958, la investigación empírica del sociólogo estadounidense Gerhard Lenski sobre El factor religioso: un estudio sociológico del impacto de la religión en la política, la economía y la vida familiar en el área de Detroit (Michigan) reveló, entre otras reflexiones, que había diferencias significativas entre los católicos por un lado y los protestantes (blancos) y judíos por otro lado con respecto a la economía y las ciencias. Los datos de Lenski respaldaron las hipótesis básicas de la obra de Max Weber The Protestant Ethic and the Spirit of Capitalism. Según Lenski, las "contribuciones del protestantismo al progreso material han sido en gran parte involuntarios subproductos de ciertos rasgos protestantes distintivos. Este fue un punto central en la teoría de Weber". Lenski señaló que más de cien años antes de Weber, John Wesley, uno de los fundadores de la iglesia metodista, había observado que la "diligencia y frugalidad" enriqueció a los metodistas. "En una época temprana, el ascetismo protestante y la dedicación al trabajo, como lo señalaron Wesley y Weber, parecen haber sido patrones importantes de acción que contribuyen al progreso económico". Sin embargo, dijo Lenski, el ascetismo era raro entre los protestantes modernos, y la doctrina protestante distintiva de "la vocación" fue en gran parte olvidada. En cambio, los protestantes y judíos modernos (blancos) tenían un alto grado de "autonomía intelectual" que facilitaba el avance científico y técnico. Por el contrario, señaló Lenski, los católicos desarrollaban una orientación intelectual que valoraba la "obediencia" a las enseñanzas de su iglesia por encima de la autonomía intelectual, lo que las hacía menos inclinados a ingresar en carreras científicas. Los sociólogos católicos llegaron a las mismas conclusiones.
Lenski remontó estas diferencias a la Reforma y a la reacción de la iglesia católica. En opinión de Lenski, la Reforma alentó la autonomía intelectual entre los protestantes, en particular los anabaptistas, puritanos, pietistas, metodistas y presbiterianos. En el Renacimiento hubo tendencias hacia la autonomía intelectual, como se ejemplifica en hombres como Erasmo. Pero después de la Reforma, los líderes católicos identificaron cada vez más estas tendencias con el protestantismo y la herejía y exigieron que los católicos fueran obedientes y fieles a la disciplina eclesiástica. En opinión de Lenski, su estudio demostró que estas diferencias entre protestantes y católicos sobreviven hasta nuestros días. Como consecuencia, "ninguna de las naciones predominantemente y devotamente católicas en el mundo moderno puede clasificarse como una nación industrial líder. Algunas naciones católicas, como Francia, Italia, Argentina, Brasil y Chile, están bastante industrializadas, pero ninguna de ellos son líderes en los campos tecnológico y científico, y tampoco parece que lo sean. Algunos científicos sociales católicos brasileños compararon el progreso de su país con el de los Estados Unidos y concluyeron que el principal factor responsable de las tasas diferenciales del desarrollo es el patrimonio religioso de las dos naciones ".
Los puritanos y los pietistas contribuyeron a la autonomía intelectual y proporcionaron herramientas intelectuales y valores importantes para la ciencia. Como ejemplo, el pietismo desafió a la ortodoxia a través de nuevos medios y formatos: las revistas periódicas ganaron importancia contra los pasquines anteriores y la tesis individual, la disputa tradicional fue reemplazada por el debate competitivo, que intentó adquirir nuevos conocimientos en lugar de defender la erudición ortodoxa.
Según el libro Scientific Elite: galardonados con el Premio Nobel en los Estados Unidos de Harriet Zuckerman, una reseña de los premios Nobel estadounidenses otorgados entre 1901 y 1972, el 72% de los galardonados con el Premio Nobel estadounidense se identificaron con antecedentes protestantes. En general, el 84.2% de todos los premios Nobel otorgados a estadounidenses en química, el 60% en medicina, y 58.6% en física entre 1901 y 1972 fueron ganados por protestantes.
Según 100 Years of Nobel Prize (2005), una revisión de los premios Nobel otorgados entre 1901 y 2000, el 65,4% de los premios Nobel, ha identificado al cristianismo en sus diversas formas como su preferencia religiosa (423 premios). Mientras que el 32% de los ganadores del Premio Nobel se han identificado con el protestantismo en sus diversas formas (208 premios).